# Poznávání indiánských znakových jazyků
Znakové jazyky Indiánů z Velkých plání (jinak také Indiánské znakové jazyky) byly objevovány, poznávány a blíže popisovány spolu s postupem lidí jiného než indiánského původu do Severní Ameriky. Velkou roli zde měly expedice vypravované na nejrůznější území za účelem danou oblast prozkoumat. Jejich členové se cestou střetávali s indiánskými kmeny, zaznamenávali jejich život, zvyky i používané jazyky. Mezi nimi také jazyky znakové.

## První zmínky

### Álvar Núñez Cabeza de Vaca
Jedním z prvních, kteří se o znakovém jazyce používaném Indiány zmiňují , byl Álvar Núñez Cabeza de Vaca, který se účastnil výpravy Pánfila de Narváeze k Floridě. Výprava trvala osm let (1528–1536) a vedla přes Kubu, Floridu, Texas, Nové Mexiko, Arizonu do severního Mexika. Cabeza de Vaca měl za dobu jejího trvání možnost setkat se s nespočtem indiánských kmenů, přičemž s některými z nich navázal dobré vztahy. Roku 1542 vyšla jeho kniha "La relación que dio Álvar Núñez Cabeza de Vaca de lo acaecido en las Indias....", ve které popsal své putování Amerikou. Zde můžeme najít hned několik případů, kde zmiňuje tzv. posunkovou řeč Indiánů. Podotýká zde také, že se na svých cestách setkal s mnoha rozdílnými mluvenými jazyky, ale znakový jazyk byl všem společný.
Wurtzburg a Cambell ve svém díle „North American Indian Sign Language: evidence of its existence before European contact"(1995) uvádí, že Vaca rozlišoval mezi indiánskými kmeny několik skupin - ti, kteří sdíleli společný jazyk, ti, kteří jazyk nesdíleli, ale dorozuměli se, a ti, kteří ostatním Indiánům nerozuměli, ale dorozuměli se díky společnému znakovému jazyku. Zmínky o této expedici jsou k nalezení i v díle Garricka Malleryho „Sign Language Among North American Indians Compared With That Among Other Peoples And Deaf-Mutes"(1881.

### Pedro de Castaneda
Zápisky Pedra de Castaneda, který byl v letech 1540–1542 součástí expedice Francisca Vásqueze de Coronado vedoucí z Culiacánu přes Cibolo až do prérijních oblastí, oblasti Quivira (dnešního Kansasu) a zpět do Mexika, indiánské znakové jazyky také zmiňují.

### Michaëlius
V díle Michaëliuse z roku 1628 se nachází informace o kmeni Algonkinů z okolí řeky Hudson, který ke komunikaci v rámci obchodování používal "řeč prstů" ve stejné míře jako řeč mluvenou.

### Monsieur de Belle-Isle
O Monsieurovi de Belle-Isle se zmiňuje M. Bossu ve své knize „Travels through that part of North America formerly called Louisiana" (překlad J.R.Forster) z roku 1771. Monsieur de Belle-Isle byl po dva roky vězněn indiánským kmenem Atak-apa a údajně se s Indiány dorozumíval pomocí „jejich pantomimy“. Vysvobozen byl guvernérem Bienvillem v době, kdy již ovládal znakový jazyk používaný příslušným kmenem natolik, že se stal tlumočníkem pro Bienvilla při jeho komunikaci s kmenovými příslušníky.

## Výpravy do Severní Ameriky
V rámci výprav, které měly za účel především prozkoumat území Severní Ameriky, docházelo i k důkladnějšímu poznávání indiánských znakových jazyků. Vznikala díky nim i první díla zabývající se právě indiánskými znakovými jazyky.

### William Dunbar
Thomas Jefferson pověřil Williama Dunbara vykonáním první vědecké výpravy do oblasti Louisiany. Po návratu vydal Dunbar práci s názvem „Sign Language of the Indian Nations to the West of the Mississippi River", která je tak vůbec první vydanou prací zachycující indiánský znakový jazyk. Celkem obsahovala popis přes 50 znaků indiánského znakového jazyka. Tato práce byla představena Thomasem Jeffersonem v lednu roku 1801 v době, kdy byl prezidentem Americké filozofické společnosti. Tento akt, stejně jako obsah celé práce, ukazuje Jeffersonovo uznání indiánských znakových jazyků.

### Lewis a Clark
Další z expedic, které vypravil Thomas Jefferson, byla expedice Meriwethera Lewise a Williama Clarka vedoucí ze St. Louis v Missouri přes celý severoamerický kontinent až k Tichému oceánu a zpět. Expedice proběhla v letech 1804–1806. Hlavní roli v souvislosti s indiánskými znakovými jazyky zde hrála Sacagawea, Indiánka z kmene Šošonů, která na cestě vystupovala mimo jiné v roli tlumočnice. Se svým manželem, Toussaintem Charbonneauem, hovořila hidatštinou, ani jeden z nich nemluvil anglicky. Tlumočení probíhalo tak, že Sacagawea přetlumočila promluvu z šošonštiny, juto-aztéckého jazyka, do hidatštiny, její manžel ji dál přetlumočil do francouzštiny a jiný člen výpravy tlumočil z francouzštiny do angličtiny.
Mimo to ale v historických pramenech jsou i zmínky značící, že Sacagawea používala ke komunikaci také znakový jazyk. Toto tvrzení dokládá několik následujících faktů. Indiánský znakový jazyk byl mezi národy, kde Sacagawea vyrůstala (Šošoni a Hidatští Mandani), velmi rozšířen. Ze záznamu je zřejmé, že výprava se na svých cestách častokrát setkala s indiánskými kmeny, které společný indiánský znakový jazyk používaly. V záznamech z expedice můžeme také najít zmínky o přítomnosti a využívání tlumočníků (indiánského) znakového jazyka. Další známkou, že Sacagawea uměla a používala na výpravě znakový jazyk, je popis „gest“, které Sacagawea spontánně předvedla při setkání se svou rodinou během výpravy. Tato její „gesta“ byla zkoumána mimo jiné například etnohistoričkou Karttunenovou a naznačují, že by mohlo jít o použití znaku. Sacagawea údajně začala ukazovat na členy své rodiny a simultánně si vkládala prsty do úst, což mělo značit jejich příslušnost k jejímu kmeni (měl by to být znak pro rodinu, příbuzné).

### Stephen H. Long
Expedice Stephena H. Longa byla vypravena roku 1819 taktéž Thomasem Jeffersonem, a to z Pittsburghu v Pensylvánii ke Skalistým horám. Život a zvyky Indiánů byly pečlivě zdokumentovány, stejně tak jako nepostradatelná role znakového jazyka pro komunikaci Indiánů. Spolu s tím bylo zaznamenáno a popsáno také 100 znaků indiánského znakového jazyka. Dílo Stephena Longa z roku 1823 s názvem „Indian language of signs" je tak druhou nejstarší prací popisující indiánský znakový jazyk. Spolu s dílem Williama Dunbara dalo vzniknout srovnávacím studiím v práci Jeffreyho E. Davise (kniha Hand Talk a další).